# Karlsladen
Karlsladen er et formidlingscenter for Nationalpark Mols Bjerge indrettet i en 1000 kvadratmeter historisk stråtækket bindingsværkslade fra 1727. Centeret åbnede i 2013 efter en omfattende restaurering. Der er gratis adgang for publikum, og åbent alle dage året rundt.  Laden er del af Kalø Hovedgård.
Det ubemandede center formidler nogle af Syddjurslands natur- og kulturoplevelser med vægt på temaerne: oldtid, Kalø Slotsruins historie og jagten ved Kalø. 
Udstillingen består af plancher, en model af det gamle Kalø Slot, samt et børnevenligt fortællehjørne, hvor man bl.a. kan høre om Gustav Vasas fangenskab på Kalø 1518-19.
Karlsladen ejes af Naturstyrelsen og blev i 1727 oprindeligt bygget som en såkaldt agerumslade, et lager for landbrugsafgrøder. Bygningen har været igennem en omfattende transformation fra forfalden landbrugsbygning til besøgscenter, hvor laden bl.a. har fået genskabt sit oprindelige stråtag, efter at den fra 1941 til 2013 blev forsynet med tegltag.
Statens overtog Kalø Hovedgård inklusive Karlsladen, i 1945, som del af krigsskadeerstatning, der indebar konfiskation af privat tysk ejendom i Danmark efter 2. Verdenskrig. Ejeren var indtil 1945 den holstenske Jenisch-familie. Karlsladen ligger tæt på Kalø Slotsruin og byen Rønde på Syddjursland.

## Tidlig historie
Den knap 300 år gamle lade er opført i holstensk stil. Bygningsværket og den indre bærende konstruktion med søjlegange er lavet af svært egetømmer. Det fortælles, at noget af tømmeret stammer fra strandede skibe i Køge Bugt. Andre mener, at en del af tømmeret stammer fra en gammel ladegård som var del af det slot, der i dag er Kalø Slotsruin på Kalø-halvøen tre kilometer fra Karlsladen. Ladegården til slottet skulle have ligget øst for den nuværende ruin. Slottet blev endeligt opgivet i 1660, men ladegården blev muligvis nedbrudt så sent som i 1722, det vil sige fem år før Karlsladen blev bygget oppe i bakkerne.

## Udstillingsrummet
Karlsladens svære bærende egetømmer-bidrager til et arkitektonisk markant rum, der efter restaureringens afslutning i 2013 er renset for alle udenoms-værker, herunder at der i en del af laden har været indrettet en svinestald og at der har været flere etageadskillelser til korn- og neg-lager. Hele den bærende tømmerkonstruktion op til stråtaget er i dag synlig, tappet sammen efter de bedste håndværkstraditioner. Under restaureringen er de mindre velbevarede dele af tømmeret udskiftet med nyt, så laden fremtræder ”så god som ny” – men alligevel i den oprindelige skikkelse. Ofte er den nederste meter af det egetømmer der bærer konstruktionen skåret ud, og tappet sammen med friskt egetømmer.
Det har efter 2013 været forsøgt at bruge Karlsladen til arrangementer af forskellig slags – men det har bygningen ikke vist sig velegnet til. En stor del af dens charme beror på det store rum med de synlige egetømmer-konstruktioner uden etageadskillelser. Det gør det til gengæld næsten umuligt at opvarme den. Ligesom bygningens aflange staldform måske ikke er specielt funktionel som musik- eller teaterrum.

## Landbrugsanvendelse
Laden var forsynet med en kørelo og port i hver ende, så høstvognene kunne køre helt igennem og stikke korn-negene af i de forskellige ”fag”, afgrænset af de gamle svære egestolper.
I sine erindringer fortæller tidligere godsinspektør Thygesen, der var på Kalø 1926 - 1980, at han på et tidspunkt lod ladens østlige ende indrette til sostald for 75 grisesøer med smågrise.
I den vestre ende var der indrettet tre kornlofter oven over hinanden. Thygesen fortæller, at her skulle kornet bæres op ad den svære egetømmer-trappe på ryggen i sække, der hver vejede hundrede kilo. Det blev betragtet som en ”manddomsprøve” at gå helt op i toppen, altså til tredje kornloft, med en sådan 100-kilo sæk på ryggen.

Thygesen lavede senere et hejseværk til sækkene, og han lod indrette mølleri i nederste etage, idet der blev indbygget kværn og valseværk, så man slap for turene til Følle Mølle med kornet. Som trækkraft for mølleriet anvendtes en traktor.
Navnet, Karlsladen, stammer fra omkring 1930, hvor den dengang nye forvalter Thygesen fandt det upraktisk, at man kaldte både laden ved landevejen og laden over for den, mod nord, for ”Den gamle Lade”. Han indførte derfor betegnelsen Karlsladen, idet laden på dette tidspunkt af alle blev identificeret med Karl Ladefoged, der stod for kornmagasinerne og turene to gange ugentligt til Følle Mølle med korn, der skulle males og valses til foder for heste, køer og svin. På hjemvejen skulle Karl omkring Rønde for at købe ind til den store husholdning på Kalø – der var 35 personer på kost hver dag.

## Millionrenovering
Karlsladen blev indviet som besøgscenter for Nationalpark Mols Bjerge den 16. juni 2013. Forude ligger et 40 millioner kroners renoverings- og formidlingsprojekt, der også omfattede etablering af et besøgscenter i det centrale Mols Bjerge, Øvre Strandkær, samt oprettelse af andre faciliteter i Nationalparken. Herunder øget skiltning, etablering af to hestetrailerpladser, og 6 overnatningssteder til havkajakfolket langs Syddjurslands kyster, foruden udgivelse af foldere, samt etablering af cykelstier i Nationalparkområdet. 
Dette samlede projekt, med navnet, Ferieoplevelser i Nationalpark Mols Bjerge, strakte sig over 4 år. De 40 millioner hertil er betalt af tre parter: Arbejsmarkedets feriefond har finansieret to tredjedele, mens Naturstyrelsen og Syddjurs Kommune i fællesskab har betalt den sidste tredjedel.

## Faunacenter
I begyndelsen af 1990´erne var der planer om at indrette et ”Flora- og Faunacenter” i Karlsladen, men det lykkedes ikke at skaffe den nødvendige finansiering. Projektet var nok også meget affødt af planen om privatisering af Kalø og den deraf følgende fare for, at Danmarks Miljøundersøgelsers afdeling på Kalø blev lukket, så da man opgav privatiseringen af godset og sikrede Danmarks Miljø Undersøgelsers afdeling på Kalø for fremtiden, forsvandt en del af motivationen for Flora- og Faunaprojektet.

## Publikumsfaciliteter
Besøgscenteret har åbent hver dag fra kl. 9 til kl. 21 året rundt.
Der er parkeringsplads og toiletfaciliteter ved centeret. 
Der er gratis adgang.

## Eksterne kilder og henvisninger
1. ↑  Den Store Encyklopædi
2. 1 2 3  Infostander ved Centeret
3. 1 2 3 4  Naturstyrelsen
4. 1 2 3 4 5 6 7 8 9 10 11 12 13 14 15 16 17 18 19  Friborg Hansen

- Gylddendal, Den Store Danske Encyklopædi
- Infostander ved Centeret
- http://naturstyrelsen.dk/naturoplevelser/undervisning/naturskoler/midtjylland/karlsladen-besoegscenter/
- Historiker Vilfred Friborg Hansen, http://www.friborghansen.dk/index.php Arkiveret 13. januar 2016 hos  Wayback Machine